# Heinrich Kraft (Politiker, 1903)
Heinrich Kraft, genannt Heiner Kraft, (* 28. Juli 1903 in Frankfurt am Main; † 22. Januar 1971 ebenda) war in den Jahren 1960–1971 Stadtverordnetenvorsteher seiner Heimatstadt.
Kraft gehörte der SPD an und war zunächst Sozialversicherungsfachmann, bis er 1933 aufgrund seiner politischen Haltung als Angestellter der AOK entlassen wurde. In der Zeit des Nationalsozialismus unterstützte er Juden und andere Verfolgte, denen er zum Teil zur Flucht aus Deutschland verhalf.
Kraft war seit 1948 als Stadtverordneter aktiv und 1953–1960 Vorsitzender der SPD-Fraktion im Frankfurter Stadtparlament. Danach wurde er zum Stadtverordnetenvorsteher gewählt und hatte dieses Amt inne, bis er 1971 67-jährig starb.
An ihn erinnern mehrere nach ihm benannte Einrichtungen in Frankfurt, vor allem im Stadtteil Fechenheim, wo es einen Heinrich-Kraft-Park gibt. Die ehemalige Heinrich-Kraft-Schule wurde im Januar 2018 im Zuge eines Imagewechsels und eines neuen pädagogischen Konzepts in Schule am Mainbogen umbenannt.